# Lief Newry Fitzroy Crozier
Pour les articles homonymes, voir Crosier.
Lief (leif) Newry Fitzroy, dit Crozier, né le 11 juin 1846, était un Canadien d’origine irlandaise, officier de la police montée du Nord-Ouest et aussi officier de milice. Dès son enfance, il désirait devenir soldat. 

## Biographie
Sa famille s’installa dans le Haut-Canada en 1860. S’enrôlant dans la milice, il se vit vite obtenir le grade de major en 1873. Il était alors âgé de 27 ans. Il exerça alors plusieurs petits métiers tels que greffier, apprenti imprimeur et commis de magasin. 
Il entreprend un stage en droit qu’il ne termine pas car il se met alors en tête d’aller étudier la médecine aux États-Unis. Toujours insatisfait, il décide de revenir au Canada pour poursuivre sa carrière militaire et policière. Ses arrestations d’Américains vendant du whisky aux Amérindiens du Canada lui permettent de s’élever dans les rangs de la police. 
En 1875, il est à la tête de 12 hommes devant passer l’hiver au fort Carlton. Le gouvernement souhaite la présence permanente de la GRC pour favoriser un traité important avec les Cris en leur offrant des présents. Par la suite, Lief relève plusieurs grands défis tels que le célèbre problème avec les Sioux et Sitting Bull qui ne voulaient pas quitter le Canada et retourner aux États-Unis. Il est présent lors de l’incident de 1884 entre un Cri et un marchand canadien, escarmouche qui faillit déboucher sur un conflit ouvert : les Cris refusaient de voir l’un d’eux arrêté et préféraient encore combattre. Le 26 mars 1885, la bataille de Duck Lake est un échec, lorsque ses hommes fuient devant les guerriers Métis. L'attaque ne dura qu’une trentaine de minutes, mais elle fut terriblement meurtrière. Avant que Crozier et ses hommes ne battent en retraite, neuf volontaires et trois policiers sont tués. L'incident n'a pas de conséquence sur sa carrière, Crozier étant nommé assistant commissionnaire à Regina le 1er avril. Il est cependant poussé à la retraite dès juin de l'année suivante.
En 1886, il quitte la gendarmerie royale pour les États-Unis et, en 1889 il devient vice-président de l’Indian Territory Bank avant de s’installer en Oklahoma en 1897. Il y meurt d’une crise cardiaque le 25 février 1901, et est inhumé à Belleville (Ontario).